# Kovrig Ilona
Lengyelné Kovrig Ilona (Arad, 1912. július 20. – Budapest, 2007. október 19.) régész, a Magyar Nemzeti Múzeum régészeti osztályvezetője

## Élete
Apai ágon erdélyi örmény családból származott. Gyerekkorát az aradi vár falai között töltötte. Katonatiszt édesapja háborús halálával félárván maradt, s a család Budapestre költözött. Mint hadiárva végezte a középiskolát Szegeden, majd a budapesten Pázmány Péter Tudományegyetemen tanult régészetet, azon belül elsősorban ókorkutatással foglalkozott. Diplomáját 1936-ban szerezte meg ókori egyetemes történelem, a magyar föld régészete és az ókori keleti népek történetéből, majd gyakornok lett a Magyar Nemzeti Múzeum Éremtárában, majd Régészeti Osztályán. 1937-től a Népvándorlás kori Gyűjtemény munkatársa, 1953-tól vezetője. 1963-1977 között a Régészeti Osztályt vezetője. Nyugdíjba vonulása után még tíz évig szerkesztette az Avar Corpus sorozatot, és rendezte az Adattárban a Fettich-hagyatékot.  
A Farkasréti temetőben nyugszik.
Elsősorban hun, germán és avar leleteket közölt. Bevezette a keszthelyi kultúra új fogalmát, leletanyagát elkülönítette és jellemzőit meghatározta. Az avar kor időrendjével is foglalkozott.
A Deutsches Archäologisches Institut és az Österreichische Archäologische Gesellschaft tagja. 1963-1977 között tagja volt az MTA Régészeti Bizottságának, 1972-1986 között az Archaeologiai Értesítő, 1964-1985 között a Folia Archaeologica és 1973-1992 között a Fontes Archaeologici Hungarici szerkesztőbizottságának. Az ELTE Régészeti Tanszékén és az Iparművészeti Főiskolán adott elő. A Hunnen, Germanen, Awaren című 1975-ös kiállítás előkészítője és szervezője volt, amely Stockholmban és Göteborgban is bemutatkozott. Nagy szerepe volt a Magyar Nemzeti Múzeum 1976-ban megnyílt „Magyar föld népeinek története a honfoglalás koráig" című állandó kiállításában is.

## Elismerései és emléke
- 1973 Móra Ferenc-emlékérem
- 1976 Rómer Flóris-emlékérem
- 1990 Széchényi Ferenc-emlékérem (MNM)
- Kuzsinszky Bálint-érem
- Kovrig Ilona-díj

## Művei
- 1937 A császárkori fibulák főformái Pannoniában. Budapest
- 1948 Avakori sírok Alsó Gellérről (Csallóköz). Antiquitas Hungarica 2.
- 1951 A tiszalöki és a mádi lelet. Archaeologiai Értesítő 78/2
- 1954 Germán lelet Gyuláról. FA 6, 86—91, 206—207.
- 1955 Adatok az avar megszállás kérdéséhez. Archaeológiai Értesítő 82, 30-44
- 1955 Contributions au problème de l'occupation de la Hongrie par les Avars. ActaArchHung 6, 163-192.
- 1960 Újabb kutatások a keszthelyi avarkori temetőben. Archaeológiai Értesítő 87/2
- 1963 Das awarenzeitliche Gräberfeld von Alattyán. Budapest
- 1975 Avar Finds in the Hungarian National Museum. Budapest (Ed.)